# Amathusia chthonia
Amathusia chthonia är en fjärilsart som beskrevs av Hans Fruhstorfer 1911. Amathusia chthonia ingår i släktet Amathusia och familjen praktfjärilar. Inga underarter finns listade i Catalogue of Life.